# Fienden (seriealbum)
Fienden är andra albumet om pälsjägaren Buddy Longway och hans fru Chinook. Utgiven i original 1975 och på svenska 1977. Svensk text av Sture Hegerfors.

## Handling
Buddy och Chinook hittar en vacker plats att bygga sitt hus på, nära en ravin med en bäck. Men det visar sig snart att någon inte vill ha dem där. Olyckor händer och otäcka ljud hörs på nätterna.
Enögde Slim (från första albumet) kommer förbi och berättar att det var just där som han blev av med sitt öga.
Det visar sig att en indian lever i skogen och han förlorade sin hustru på platsen och blev galen. Buddy och Chinook hjälper honom och han rider tillbaka till sin stam.

## Återkommande karaktärer
- Enögde Slim